# Canthidium lucidum
Canthidium lucidum là một loài bọ cánh cứng trong họ Bọ hung (Scarabaeidae).